# Ahwa
Ahwa est une ville indienne située dans le district de Dang dans l’État du Gujarat. En 2001, sa population était de 13 722 habitants.

## Source de la traduction
- (en) Cet article est partiellement ou en totalité issu de l’article de Wikipédia en anglais intitulé « Ahwa » (voir la liste des auteurs).